# Wólka Gołębska
Wólka Gołębska – wieś w Polsce położona w województwie lubelskim, w powiecie puławskim, w gminie Puławy.  Leży przy drodze wojewódzkiej nr .
W latach 1975–1998 miejscowość należała administracyjnie do ówczesnego województwa lubelskiego.
Wieś stanowi sołectwo gminy Puławy. Według Narodowego Spisu Powszechnego z roku 2011 wieś liczyła 429 mieszkańców.